# Eryphanis automedon
Eryphanis automedon är en fjärilsart som beskrevs av Pieter Cramer 1775 . Eryphanis automedon ingår i släktet Eryphanis och familjen praktfjärilar. Inga underarter finns listade i Catalogue of Life.

## Bildgalleri

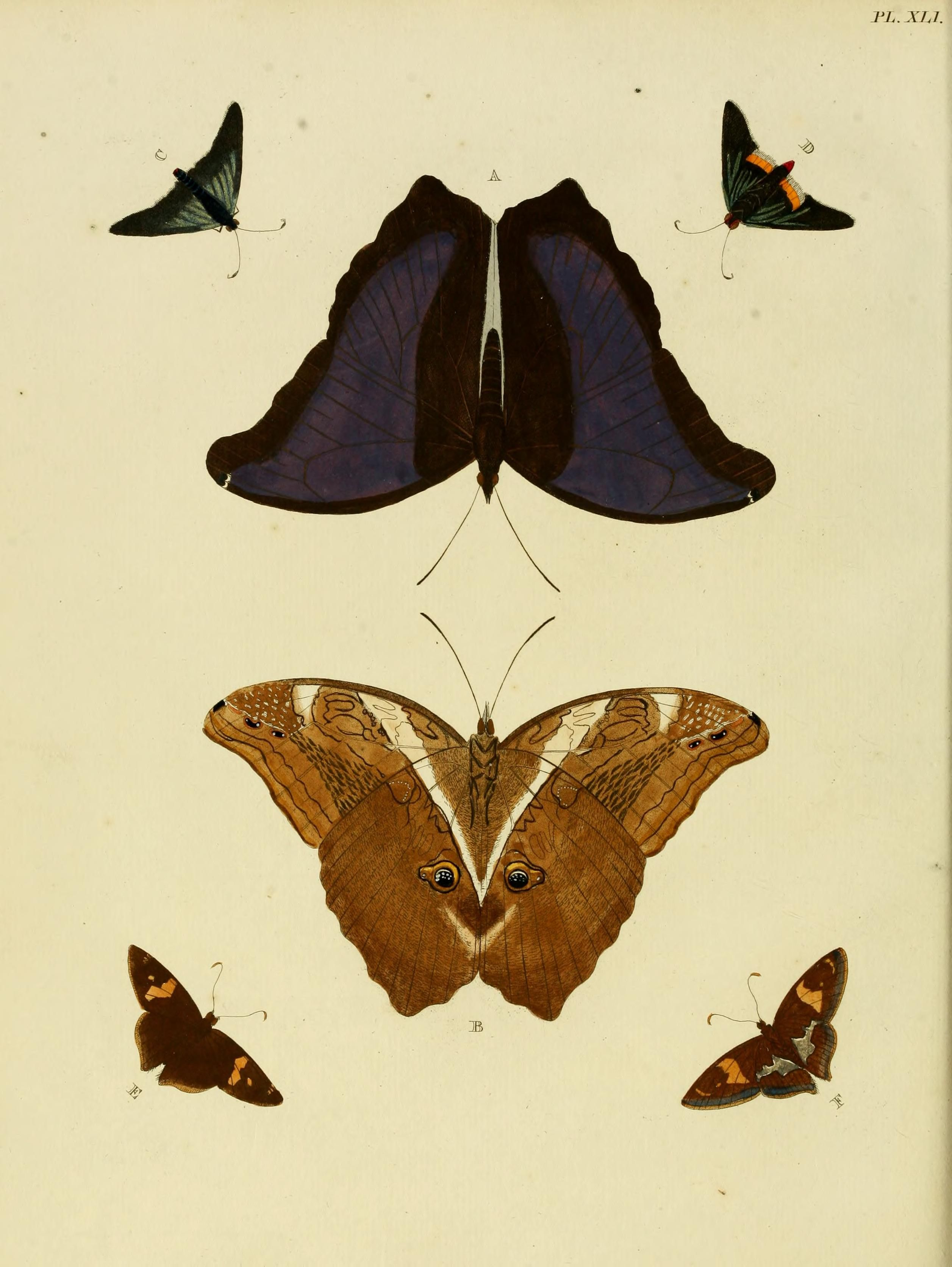
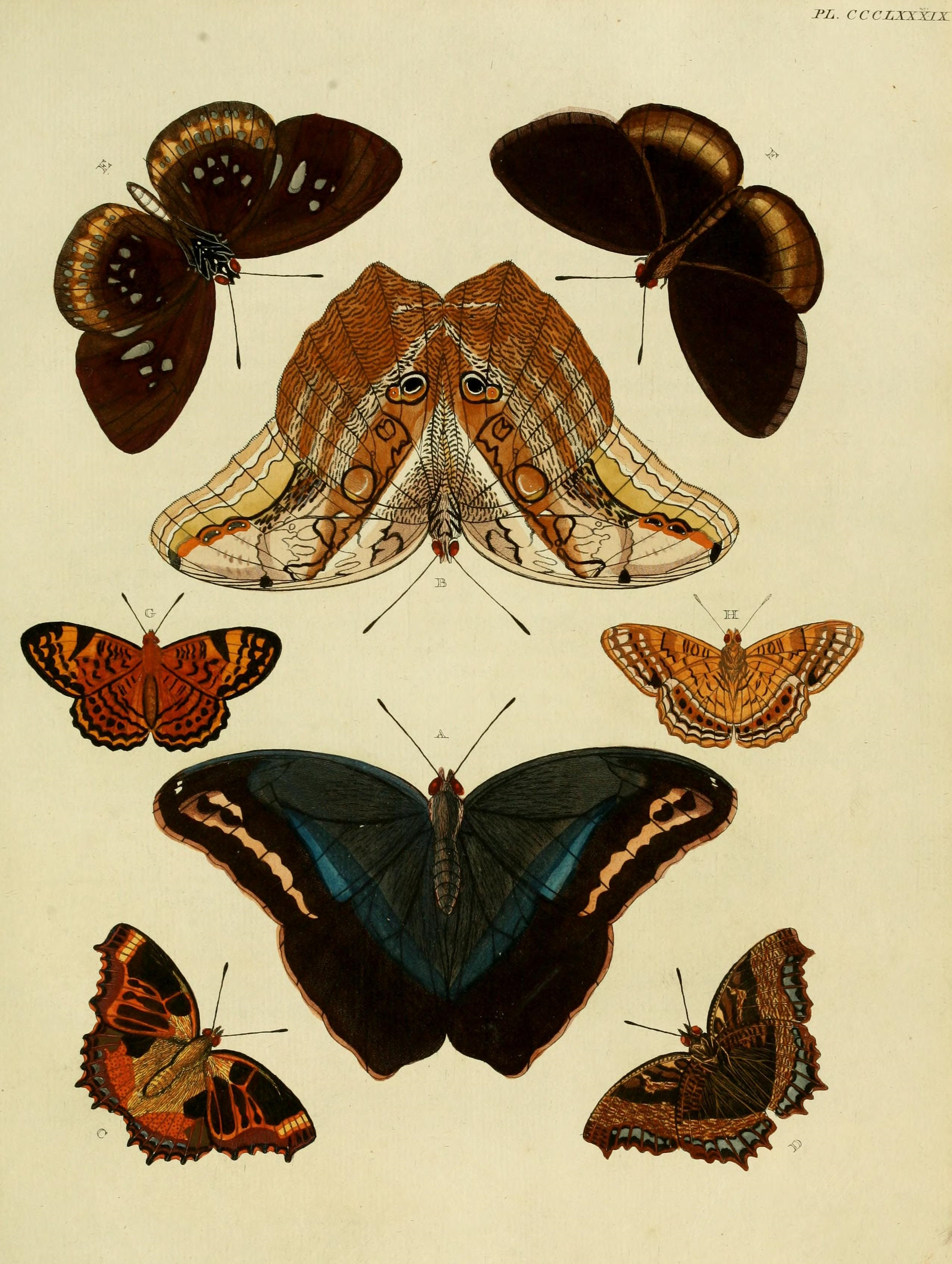
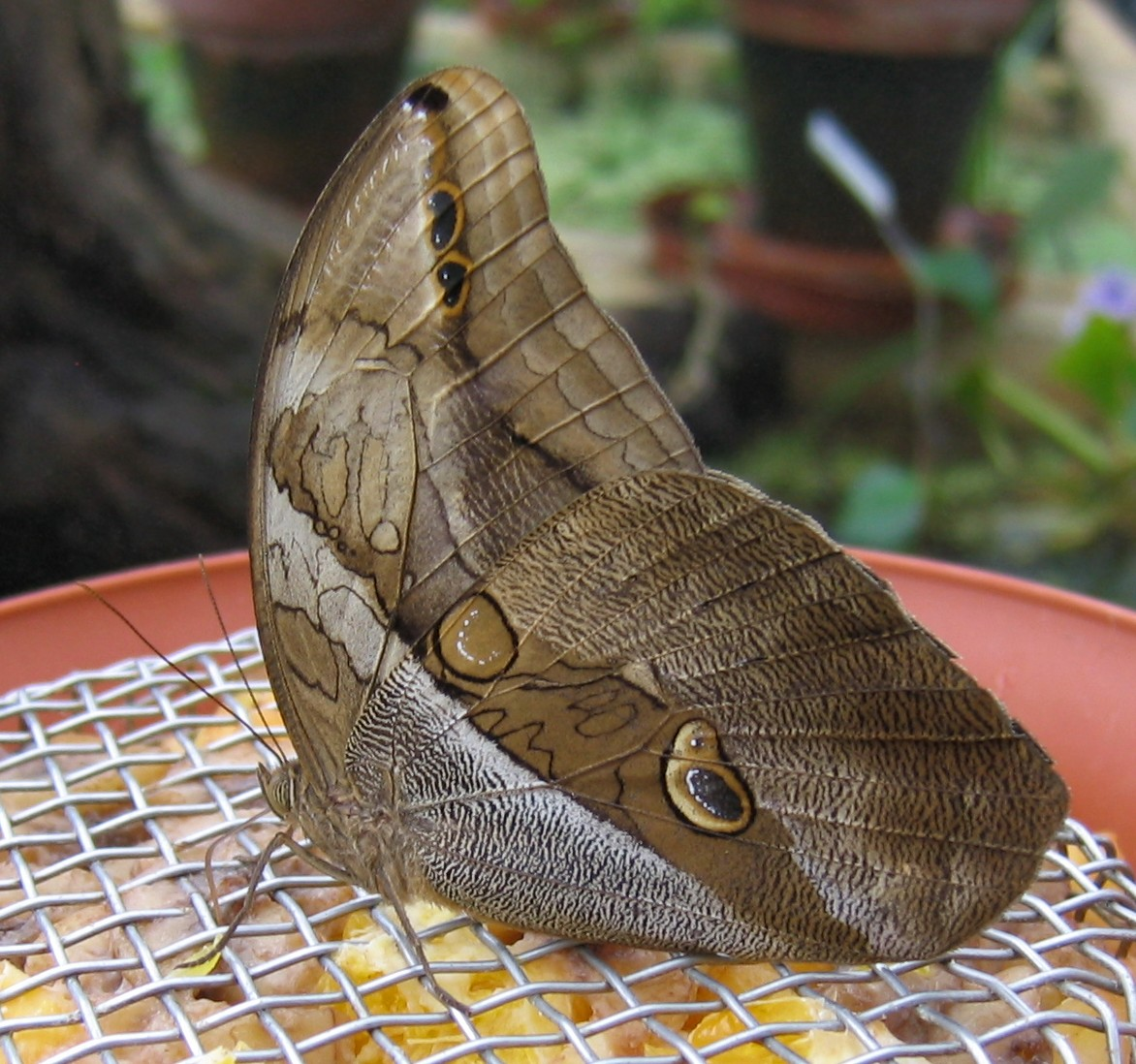
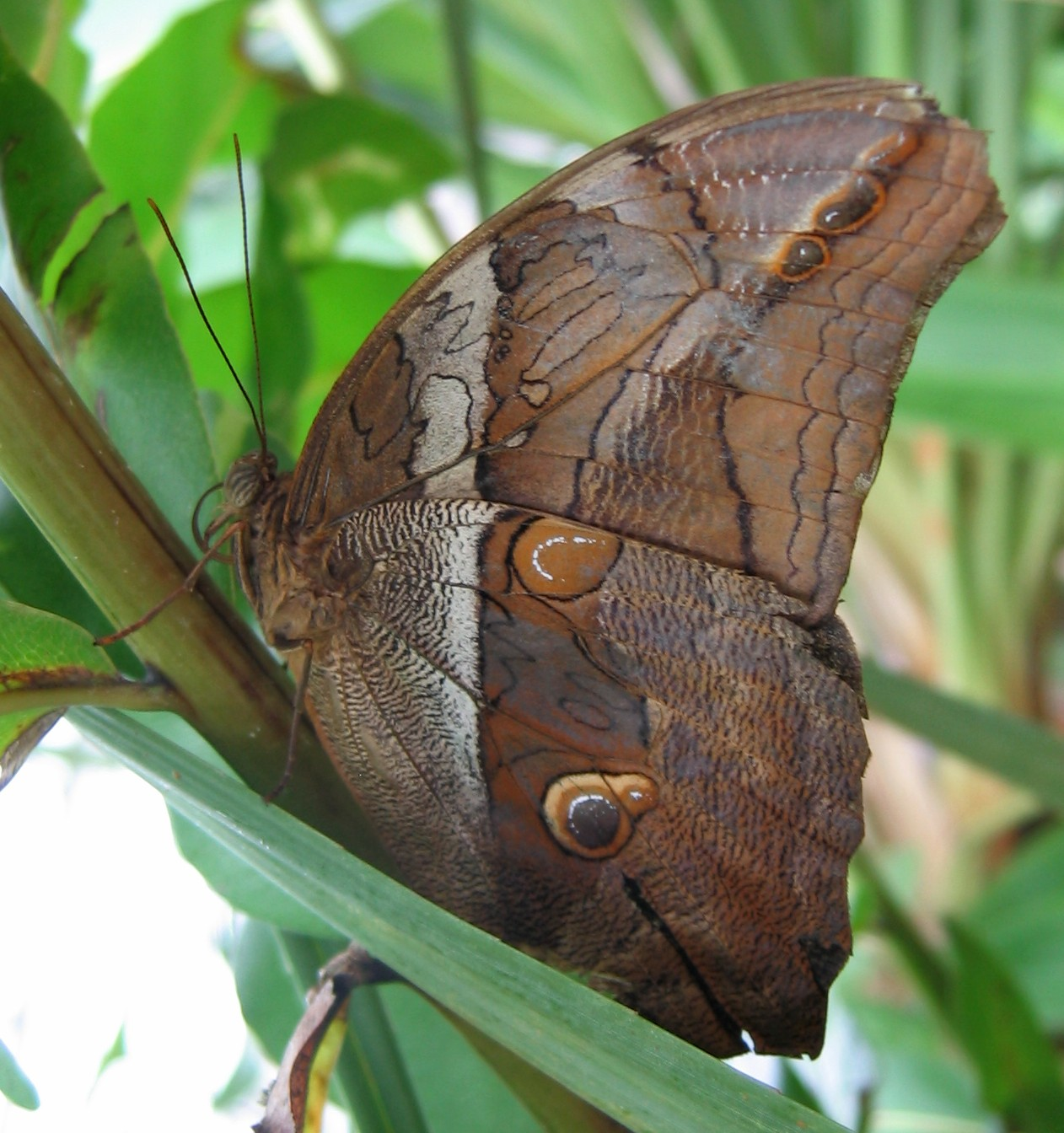
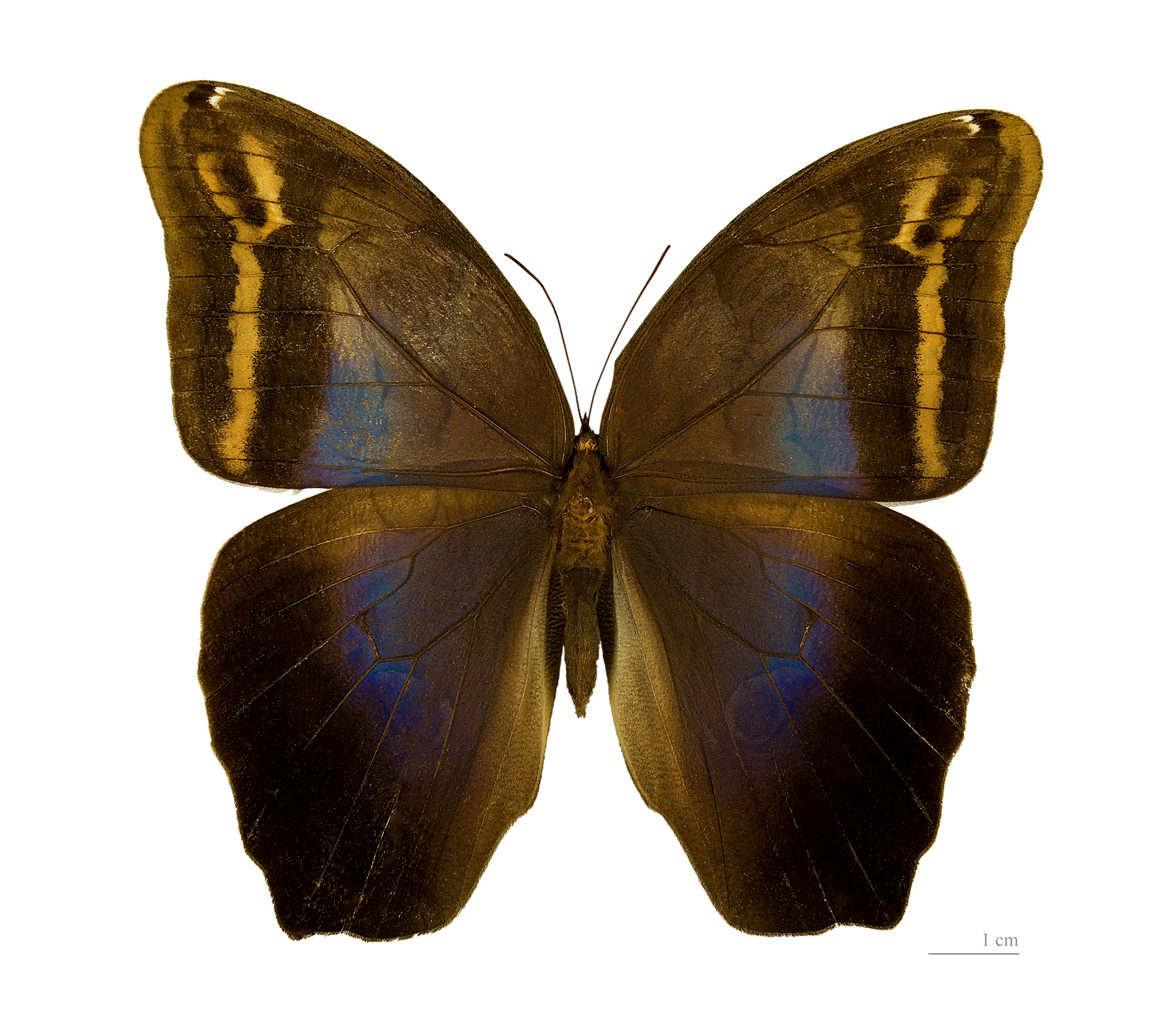
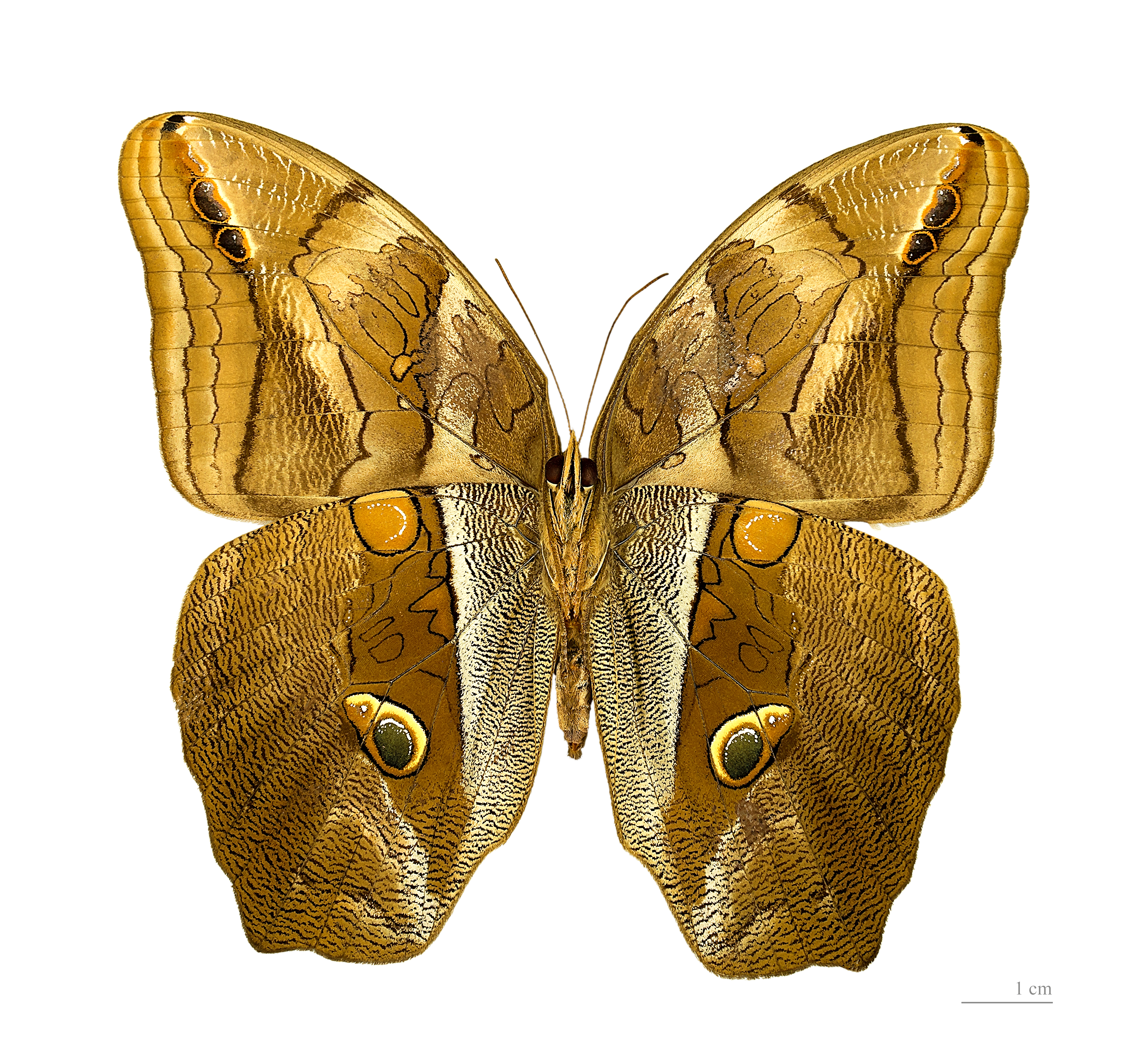